# София Мария Саксонска
София Мария Саксонска, родена като София Мария Фридерика Августа Леополдина Александрина Ернестина Албертина Елизабет Саксонска (на немски: Sophie Maria Friederike Auguste Leopoldine Alexandrine Ernestine Albertine Elisabeth von Sachsen; * 15 март 1845, Дрезден; † 9 март 1867, Мюнхен), от албертинската линия на Ветините, е принцеса от Саксония и чрез женитба херцогиня на Бавария.

## Биография
Тя е най-малката дъщеря (от деветте деца) на крал Йохан Саксонски (1801 – 1873) и съпругата му принцеса Амалия-Августа Баварска (1801 – 1877), дъщеря на баварския крал Максимилиан I Йозеф и втората му съпруга Каролина Баденска.
След раждането София Саксонска е болнава и става все по-слаба, докато и лекарите нямат надежда да се оправи. Тя умира на 21 години от грип на 9 март 1867 г. в Мюнхен и е погребана в град Тегернзе.

## Фамилия
София Саксонска се омъжва се омъжва на 11 февруари 1865 г. в Дрезден за първия си братовчед херцог Карл Теодор Баварски (1839 – 1909), известен немски очен лекар, син на херцог Максимилиан Йозеф (1808 – 1888) и на баварската кралска дъщеря Лудовика (1808 – 1892), дъщеря на крал Максимилиан I Йозеф. Той е брат на Елизабет, омъжена за австрийския император Франц Йозеф I. Те имат една дъщеря:
- Амалия Баварска (* 24 декември 1865, Мюнхен; † 26 май 1912, Щутгарт), омъжена на 4 юли 1892 г. в град Тегернзе за херцог Вилхелм Карл фон Урах (* 3 март 1864, Монако; † 24 март 1928, Рапало), 2. херцог на Урах и граф на Вюртемберг, който 1918 г. е номиниран за крал Миндаугас II на Литва.

През 1874 г. Карл Теодор се жени втори път за инфантата Мария Жозе Португалска (1857 – 1943), дъщеря на португалския крал Мигел I.